# Dolní Datyně
Dolní Datyně (deutsch Nieder Dattin, polnisch Datynie Dolne) ist ein westlicher Stadtteil von Havířov in Tschechien.

## Geschichte
Das Dorf Datynia bzw. Datyń im Herzogtum Teschen wurde im Jahr 1577 als z Datynie erstmals urkundlich erwähnt. Es handelte sich um das heutige Dolní Datyně (Nieder Dattin), während erste Erwähnungen des heutigen Horní Datyně, einem Stadtteil von Vratimov zwei Kilometer im Westen, hinter dem Wald und Hügel (303 m) Babčok und Václavovice, aus der zweiten Hälfte des 17. Jahrhunderts kommen. Die namentliche Unterscheidung mit den Zusätzen Nider Datina und Ober Datina tauchte im Jahr 1724 auf. Der ursprünglich singulare besitzanzeigende Name Datynia (feminin) oder Datyń (maskulin) war vom Personennamen Dat oder Data (vergleiche altpolnische Namen Miłodat und Dat(e)k) mit dem Suffix -yń/-ynia abgeleitet. Die plurale Form Datyně/Datynie bezeichnete zunächst im 17. Jahrhundert insgesamt beide Dörfer, aber etablierte sich danach auch für einzelne Orte, nachdem sie mit den Adjektiven Nieder und Ober unterschieden wurden. In der örtlichen polnisch-schlesischen Mundart wurde der Ortsname datynie dólni/dólne ausgesprochen.
In der Beschreibung Teschener Schlesiens von Reginald Kneifl im Jahr 1804 war Dattin (Nieder) ein Dorf der Güter Mittel-Schönhof (größtenteils) und Nieder-Bludowitz im Teschner Kreis. Das Dorf hatte insgesamt 69 Häuser mit 355 Einwohnern schlesisch-polnischer Mundart, die in die polnischsprachige Pfarrei in Nieder Bludowitz eingepfarrt waren. Auf der ethnographischen Karte der Österreichischen Monarchie von Karl von Czoernig-Czernhausen aus dem Jahr 1855 war örtlich der Fluss Luczina als die sprachliche Grenze bezeichnet, und das ganze linke Ufer (damit mit Nider Dattin) lag auf der mährisch-lachischen Seite der Grenze, gegenüber den Wasserpolaken. Nach der Aufhebung der Patrimonialherrschaften wurde es zu einem Ortsteil der Gemeinde Nieder Bludowitz in Österreichisch-Schlesien, im Bezirk Teschen, ab 1864 unabhängig. Nach der Ausgliederung des Bezirkes Freistadt im Jahr 1868 blieb es die westlichste Gemeinde im Gerichtsbezirk Teschen, sowie das westlichste überwiegend lutherische Dorf im ganzen Teschener Schlesien. 1879 wurde die neue gemauerte Gebäude für die polnische Volksschule gebaut, aber nach der Volkszählung des Jahres 1880 gab die Mehrheit der Bewohner (373 von 462, oder 80,7 %) tschechische Umgangssprache an, und die polnische Sprache nur 89 oder 19,3 %. Nach den folgenden Zensus in den Jahren 1890 bis 1910 war es dagegen überwiegend polnischsprachig (von 93,3 % 1890 und 1900 bis 96,9 % 1910), und zwar als die westlichste mehrheitlich polnischsprachige Gemeinde des Bezirkes. Im Jahr 1910 gab es 586 Einwohner, davon waren 18 (3,1 %) Tschechischsprachige, 84 (14,3 %) Römisch-Katholiken und 502 (85,7 %) Protestanten, die Proportionen waren umgekehrt im Vergleich zu Ober Dattin im Bezirk Friedek, der 1901 im Zusammenhang mit dem damals entflammten nationalen Konflikt zwischen Polen und Tschechen aus dem Bezirk Teschen wieder ausgegliedert wurde. 1896 wurde eine lutherische Holzkapelle von Józef Prymus und Jan Kołorz gestiftet. Aus Nieder Dattin stammten zwei polnische Politiker Franciszek Czyż und der im Nieder Bludowitz geborene Józef Kiedroń (1879–1932), der als Kind die örtliche Volksschule besuchte und in den Jahren 1923 bis 1925 der Minister der Industrie und des Handels der Zweiten Polnischen Republik war, sowie der polnische Linguist Jan Bystroń (1860–1902), der sich auf die Teschener Mundarten spezialisierte, der Vater des Ethnographers und Soziologens der Polnischen Akademie der Wissenschaften Jan Stanisław Bystroń (1892–1964). Ab 1907 gehörte die Gemeinde zum Wahlbezirk Schlesien 13. In der ersten allgemeinen, gleichen, geheimen und direkten Reichsratswahl 1907 sowie Reichsratswahl 1911 gewann dort viermal Ryszard Kunicki aus der Polnischen Sozialdemokratischen Partei Galiziens und Teschener Schlesiens.
Nach dem Zusammenbruch Österreich-Ungarns Ende 1918 war das Gebiet von Teschen umstritten. Am 5. November 1918 verständigten sich der Polnische Nationalrat des Herzogtums Teschen (Rada Narodowa Kięstwa Cieszyńskiego, RNKC) und das tschechische Gebietskomitee (Zemský národní výbor, ZNV) darauf, dass Nieder Dattin als Datynie Dolne an Polen fallen sollte. Die tschechoslowakische Regierung erkannte das jedoch nicht an. Nach dem Polnisch-Tschechoslowakischen Grenzkrieg, einer nicht verwirklichten Volksabstimmung sowie der Entscheidung des Botschafterrats der Siegermächte am 28. Juli 1920, wurde der Ort ein Teil der Tschechoslowakei und des Bezirks Český Těšín. 1920 wurde eine tschechische Volksschule eröffnet. 1938 wurde Dolní Datyně als Teil des Olsagebiets von Polen annektiert und der neue polnische Grenzort kam im Jahre darauf nach dem Überfall auf Polen zum Deutschen Reich. Bis 1945 gehörte es zum Landkreis Teschen und kam nach Kriegsende zur Tschechoslowakei zurück. Nach dem Zweiten Weltkrieg wurde die polnische Grundschule geschlossen und das Gebäude dient der tschechischen Grundschule. Das Dorf wurde 1974 nach Havířov als der fünfte Stadtteil eingemeindet, das Dorf blieb jedoch wenig urbanisiert.

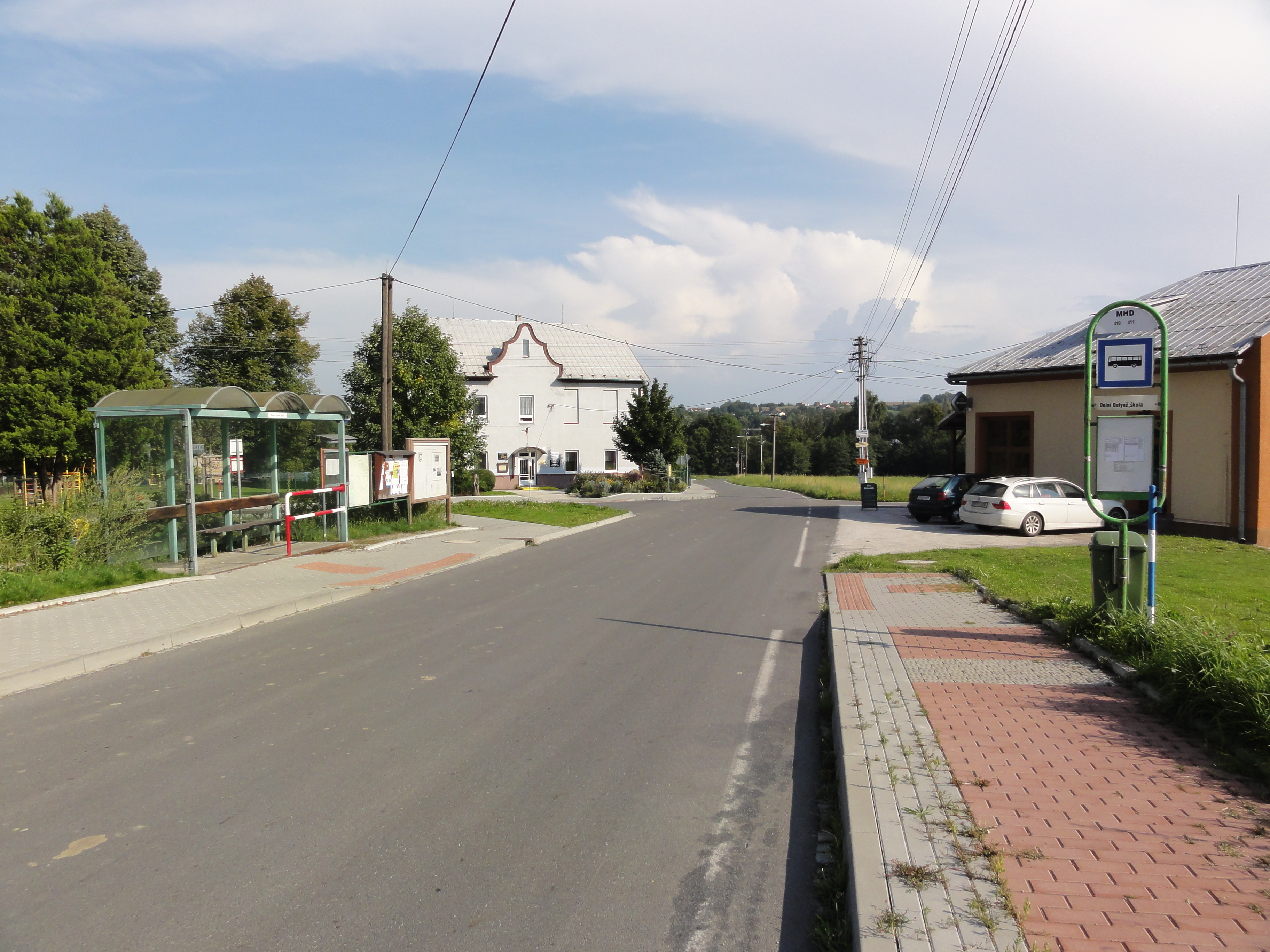
Ortszentrum
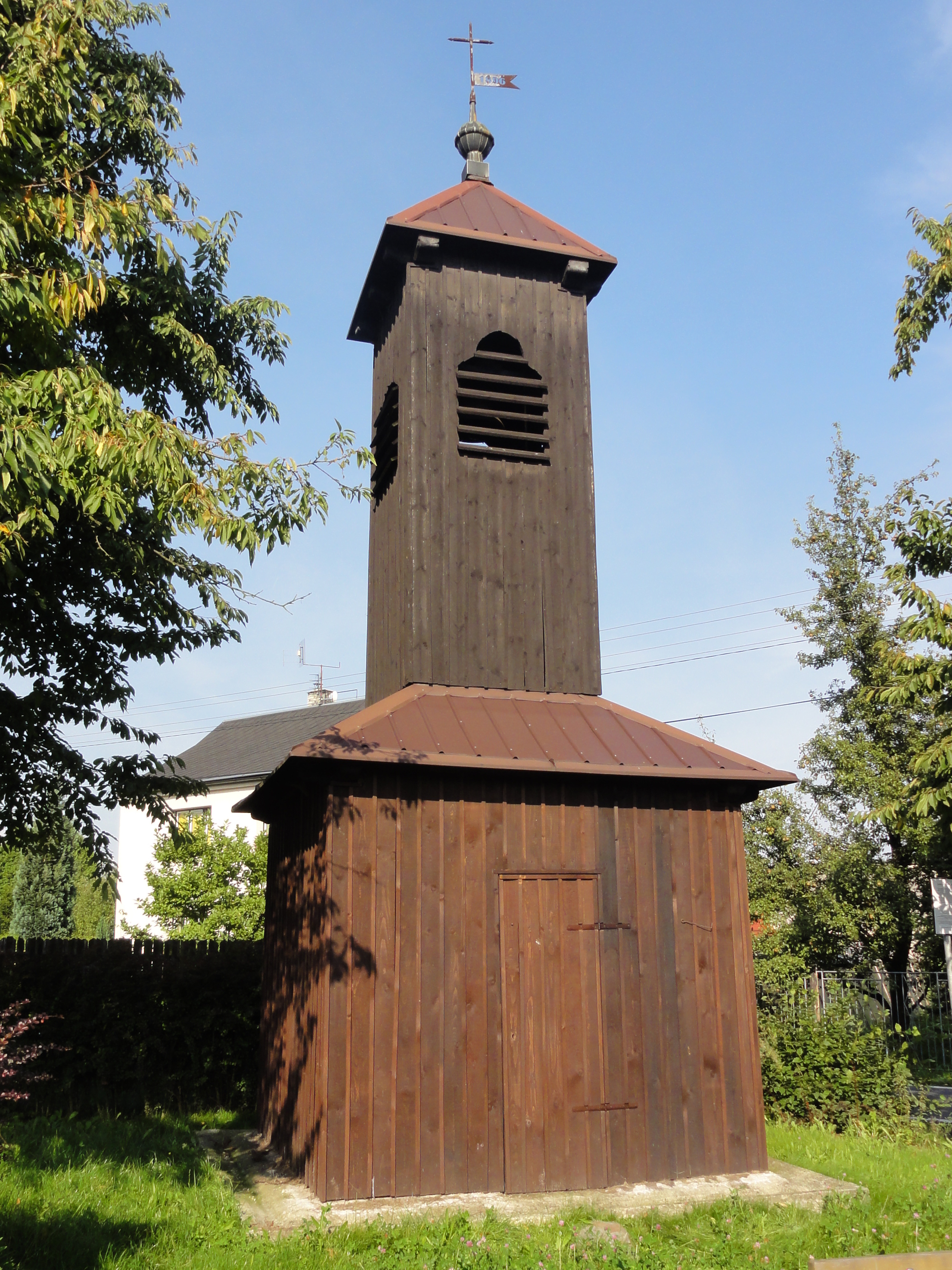
Lutherische Holzkapelle aus 1896
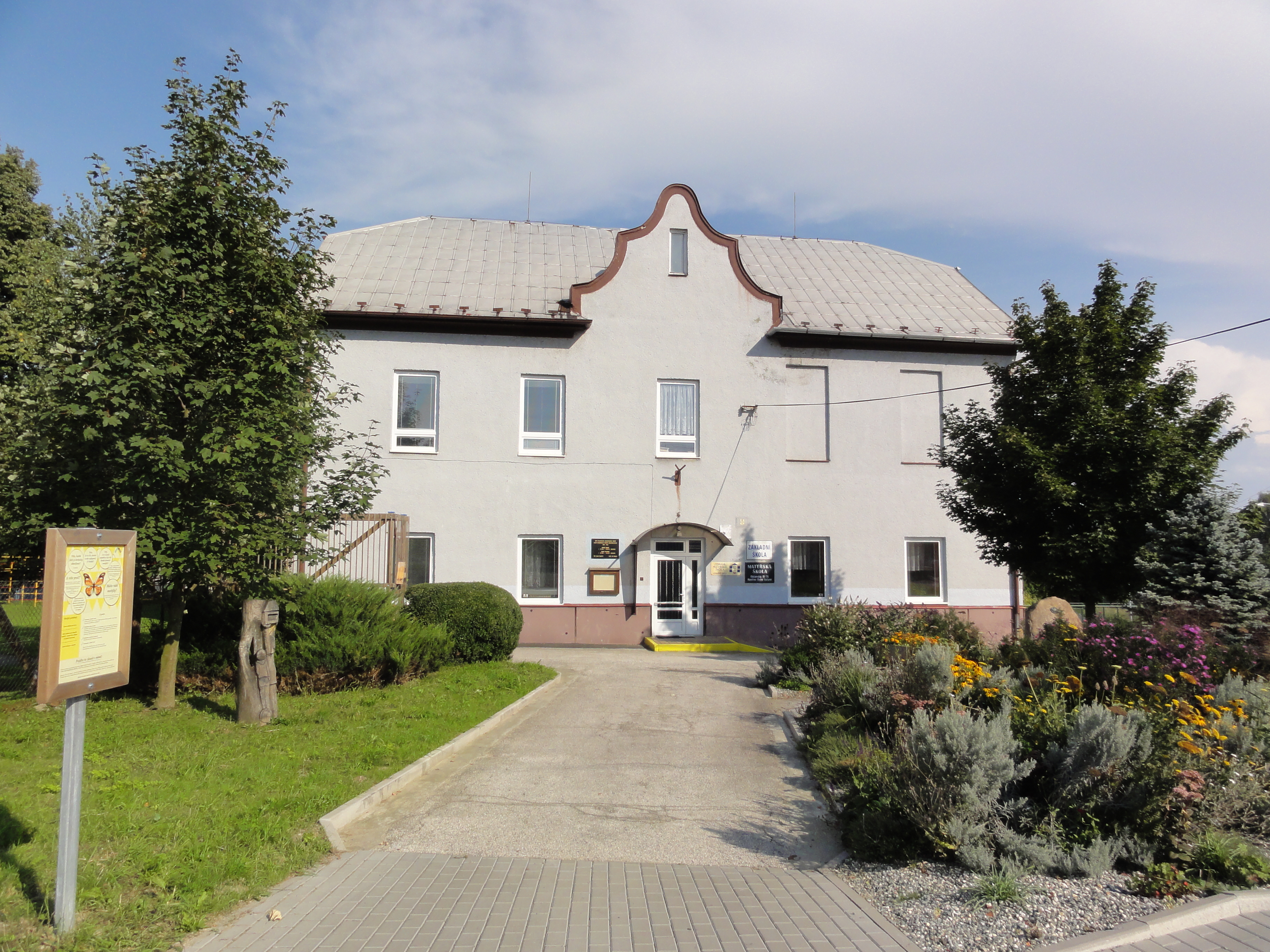
Grundschule
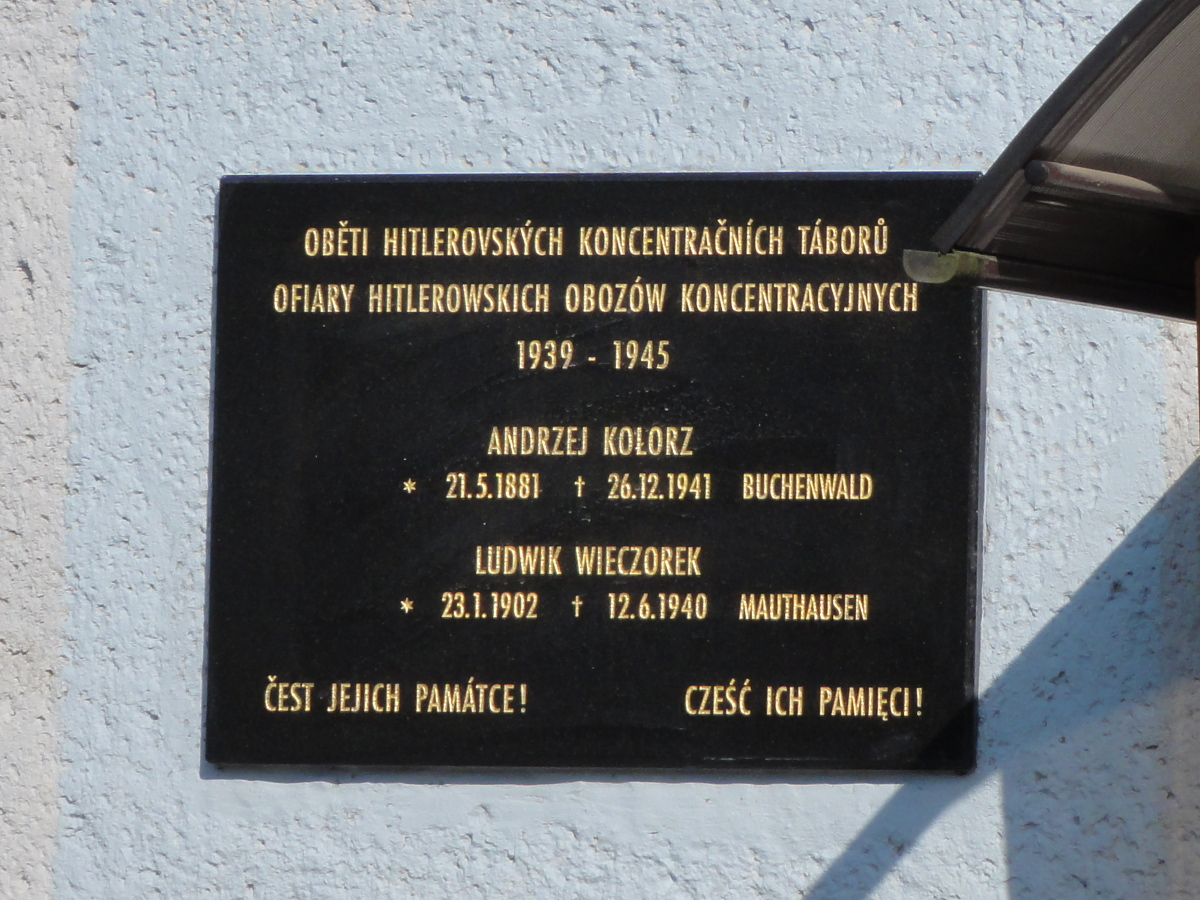
Zweisprachige Plakette der Opfer der NS-Konzentrationslager
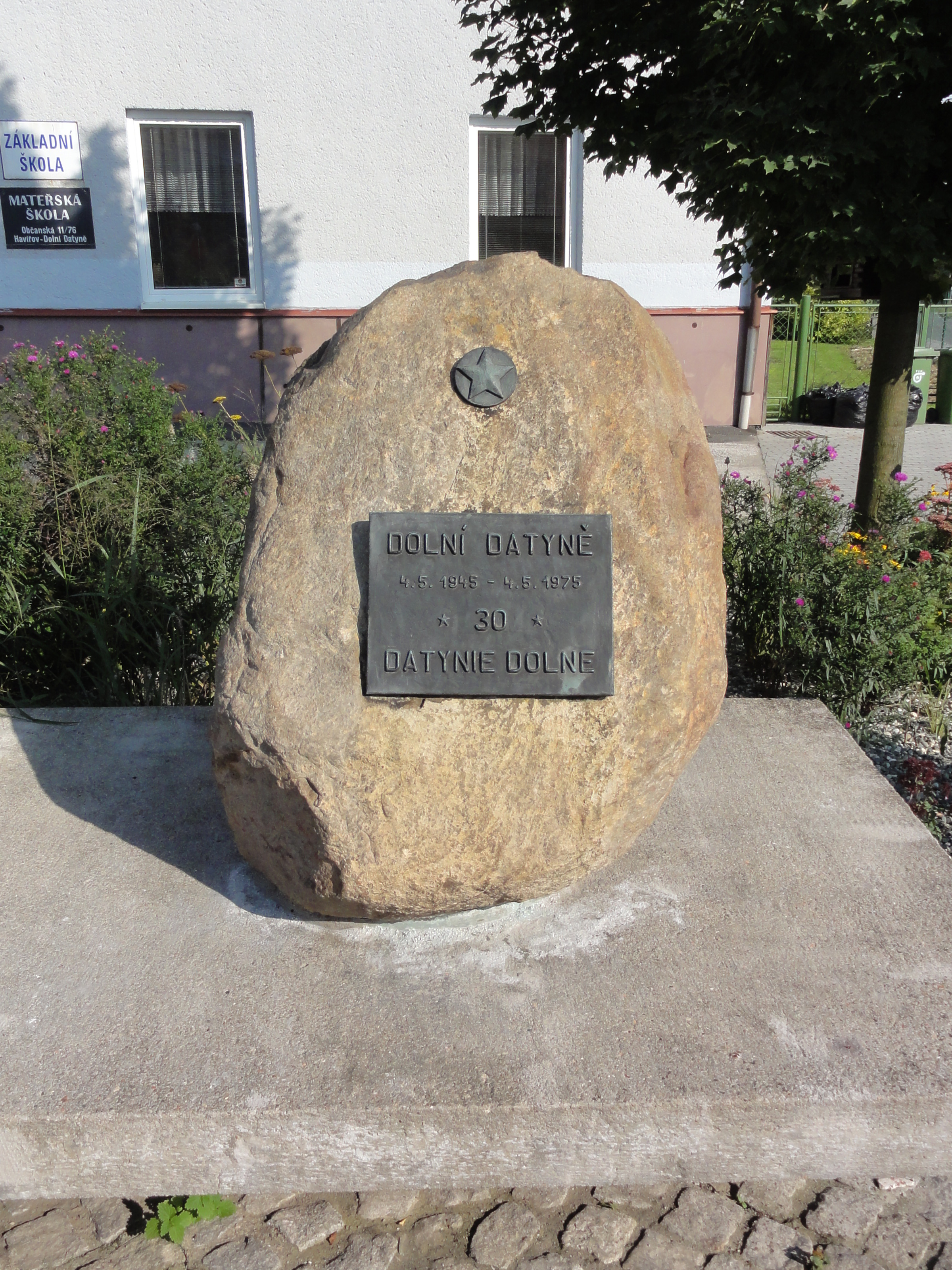
Zweisprachiger Gedenkobelisk der Dankbarkeit für die Sowjetsoldaten aus 1975